# 布道耶内
布道耶内，是匈牙利佩斯州所辖的一个村。总面积12.42平方公里，总人口1780，人口密度143.3人/平方公里（2011年1月1日）。